# Танігуті Сього
Сього Танігуті (яп. 谷口彰悟, нар. 15 липня 1991, Кумамото) — японський футболіст, півзахисник клубу «Кавасакі Фронтале» та національної збірної Японії.

## Клубна кар'єра
У дорослому футболі дебютував 2014 року виступами за команду «Кавасакі Фронтале», кольори якої захищає й донині.

## Виступи за збірну
2015 року зіграв два матчі в офіційних матчах у складі національної збірної Японії, один з них на Кубку Східної Азії з футболу 2015 року.

## Титули і досягнення
- Чемпіон Південної Кореї: 2007
- Переможець Ліги чемпіонів АФК: 2010
- Чемпіон Японії: 2017, 2018, 2020, 2021
- Володар Кубка Імператора Японії: 2020
- Володар Кубка Джей-ліги: 2019
- Володар Суперкубка Японії: 2019, 2021

Збірні
- Переможець Універсіади: 2011
- Володар Кубка Східної Азії: 2022